# Piramesse
| pr · Z1 | ra | ms | s | s |

| pr · Z1 | ra | ms | s | s |

Piramesse (egyptsky pr-rꜥ-ms-sw) bylo staroegyptské město. Pravděpodobně vzniklo v období 19. dynastie. Faraon Ramesse II., jenž zde vyrostl, ho přebudoval ve své velkolepé hlavní město.
Původně se předpokládalo, že se město nacházelo v Džanetu, jelikož zde byly nalezeny mnohé pozůstatky se jménem Ramesse II. Podle starých textů mělo být vybudováno na nejvýchodnějším rameni Nilu. Nakonec se ukázalo, že kdysi existovalo ještě východnější rameno než to u Džanetu, kde byla dvě naleziště starověké keramiky – Tell el-Dabaa a Qantir. Průzkumy odhalily, že Tell ed-Dabaa odpovídá starověkému městu Avaris a Qantir městu Piramesse. Georadarem byl odhalen půdorys starověkého města. Dle odhadů měřilo 6x3 km a skládalo se z velkého chrámu, vilové čtvrti na západě, dělnické čtvrti na východě a královského paláce pravděpodobně pod dnešní vesnicí Qantir. Mělo mít 300 000 obyvatel.
Asi 150 let po smrti Ramesse II. se začalo rameno Nilu zanášet, až zcela zaniklo a vzniklo nové západnější rameno. Panovníci 21. dynastie se tak přesunuli do Džanetu, přičemž tam přemístili rovněž všechny budovy a sochy z původního Piramesse.